# Organizace ukrajinských nacionalistů
Organizace ukrajinských nacionalistů (OUN) (ukrajinsky Організація українських націоналістів) bylo xenofobní a nacionalistické politické hnutí, které vzniklo ve 20. letech 20. století, které hlásalo ideu samostatné Ukrajiny, nezávislé na Polsku a Sovětském svazu. K roku 1943 byly jednotky reorganizovány a přeměnily se v Ukrajinskou povstaleckou armádu (UPA), jejíž příslušníci byli zjednodušeně označováni jako banderovci.

## Historie

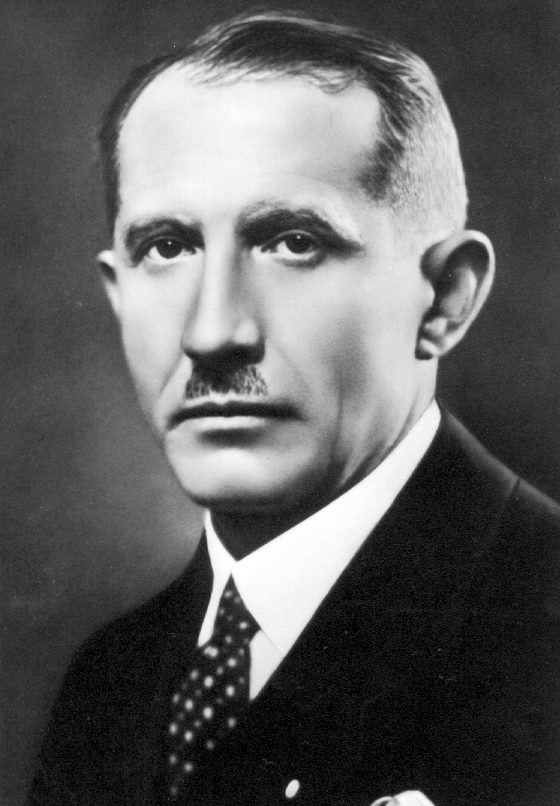
Jevhen Konovalec

Myšlenky samostatného ukrajinského národa byly poprvé zformulovány na území Rakousko-Uherska až v 19. století východoslovanským nacionalistickým ideologem Mychajlem Hruševským na území východního Rakouska. Ukrajina definovaná jako stát se objevila až na začátku 20. století na krátkou dobu, přičemž pouze jako německý protektorát a nevydržela ani jediný rok.
V letech 1. světové války Habsburkové zkoušeli hrát ukrajinskou kartou a podporovali vznik ukrajinských jednotek. Ze strany carského Ruska za to zasáhly Ukrajince represe. V tomto období byl založen „Svaz pro osvobození Ukrajiny“. Ten organizoval odboj proti Rusku, přičemž docházelo i k vytváření ukrajinských dobrovolnických vojenských jednotek. Ukrajiny se tvrdě dotkly i události po první světové válce, kdy na jejím území probíhaly tvrdé boje občanské války mezi „rudými“ a „bílými“. V roce 1919 došlo k bojům mezi Ukrajinci ze Západoukrajinské republiky a Polskem. Postupně se do tohoto konfliktu zapojilo Rumunsko a Československo (obsazení Zakarpatské Rusi). Západoukrajinská republika byla během bojů poražena a zlikvidována. Ve stejné době došlo také ke konfliktu mezi Polskem a Ukrajinskou lidovou republikou vedenou Symonem Petljurou. Ovšem z ohledu na silnou sovětskou ofenzivu proti Petljurovým jednotkám došlo mezi ním a Polskem k dohodě o spolupráci. Polsko podporovalo Ukrajince při ofenzivě na východní Ukrajinu, ale tam ukrajinské národní vědomí nebylo příliš silné a Petljura tam nezískal žádnou podporu. Nakonec byly polsko-ukrajinské jednotky vytlačeny Sověty (viz polsko-sovětská válka). Po ukončení bojů, kdy byla Ukrajina rozdělena mezi Sovětský svaz, Polsko, Československo (Podkarpatská Rus) a Rumunsko (Bukovina), začala z Ukrajiny i Ruska veliká emigrace, která směřovala i do tehdejšího Československa. Roku 1927 se ve Vídni uskutečnila konference Ukrajinců, kteří emigrovali z vlasti, jejímž závěrem a usnesením bylo vytvoření organizace, hájící zájmy všech Ukrajinců a vytvoření samostatné Ukrajiny. Do čela Organizace ukrajinských nacionalistů (OUN), byl postaven bývalý plukovník armády Ukrajinské lidové republiky Jevhen Konovalec.

### Situace mezi světovými válkami

Vlajka OUN-M

Vlajka OUN-B

Osud Ukrajinců nebyl příznivý v žádném státě, mezi něž byla Ukrajina rozdělena. Nejtvrdší podmínky vládly v Sovětském svazu a Polsku, nepoměrně lépe na tom byli Ukrajinci v Podkarpatské Rusi, i když ani zde se nenaplnily jejich snahy o národní autonomii. Když se dostal v Německu roku 1933 k moci Adolf Hitler, začalo s ním vedení OUN navazovat osobní kontakt, jehož výsledkem byla německá materiální a finanční pomoc. V té době začalo docházet zejména na území Polska a Sovětského svazu k teroristickým a záškodnickým akcím OUN, mezi něž patřily sabotáže, žhářství, přepady pošt a redakcí opozičních novin, vražedné útoky na státní představitele i umírněné členy z vlastního tábora. Proti tomu se postavila tamní oficiální místa, která ještě více Ukrajince omezovala a znevýhodňovala a proti ozbrojeným skupinám podnikala vojenské a bezpečnostní akce. Tito Ukrajinci před hrozbou trestů prchali do Československa, kde nacházeli pomoc a podporu svých krajanů, kteří se zde usídlili po 1. světové válce. Představitelé polské vlády se proto obraceli na československou vládu s požadavkem, aby bezpečnostní a justiční orgány obou států úzce spolupracovaly v boji proti těmto záškodníkům. I když československé bezpečnostní složky měly o těchto lidech informace, nedocházelo k jejich zatýkání, protože de facto neporušovali čs. zákony. V květnu roku 1938 došlo k vraždě předáka OUN Jevhena Konovalce a do čela této organizace se dostal Andrij Atanasovyč Melnyk, který před odchodem do emigrace jmenoval svým zplnomocněncem na území Polska Stepana Banderu. V září roku 1938 se v Podkarpatské Rusi vytvořila tzv. „Ukrajinská národní obrana“, která usilovala o získání zbraní československé armády a která byla později přejmenována na „Karpatskou Sič“. Její představitelé stupňovali požadavky na pražskou vládu a připravovali puč, který však byl odražen. Po březnových událostech roku 1939, kdy zaniklo okleštěné Československo, usilovali Sičovci o nezávislost Karpatské Ukrajiny a žádali Hitlera o ochranu Třetí říše. Hitler, který byl spojencem Maďarska, však nechal Ukrajince napospas maďarské agresi. Jednotky Sičovců utrpěly velké ztráty a musely se stáhnout do Rumunska nebo do Polska. Někteří z jejich předáků, mezi něž patřil i Burlaka (vlastním jménem Volodymyr Ščyhelskyj), byli zajati a převezeni do Německa.[zdroj?]

### Vývoj za druhé světové války

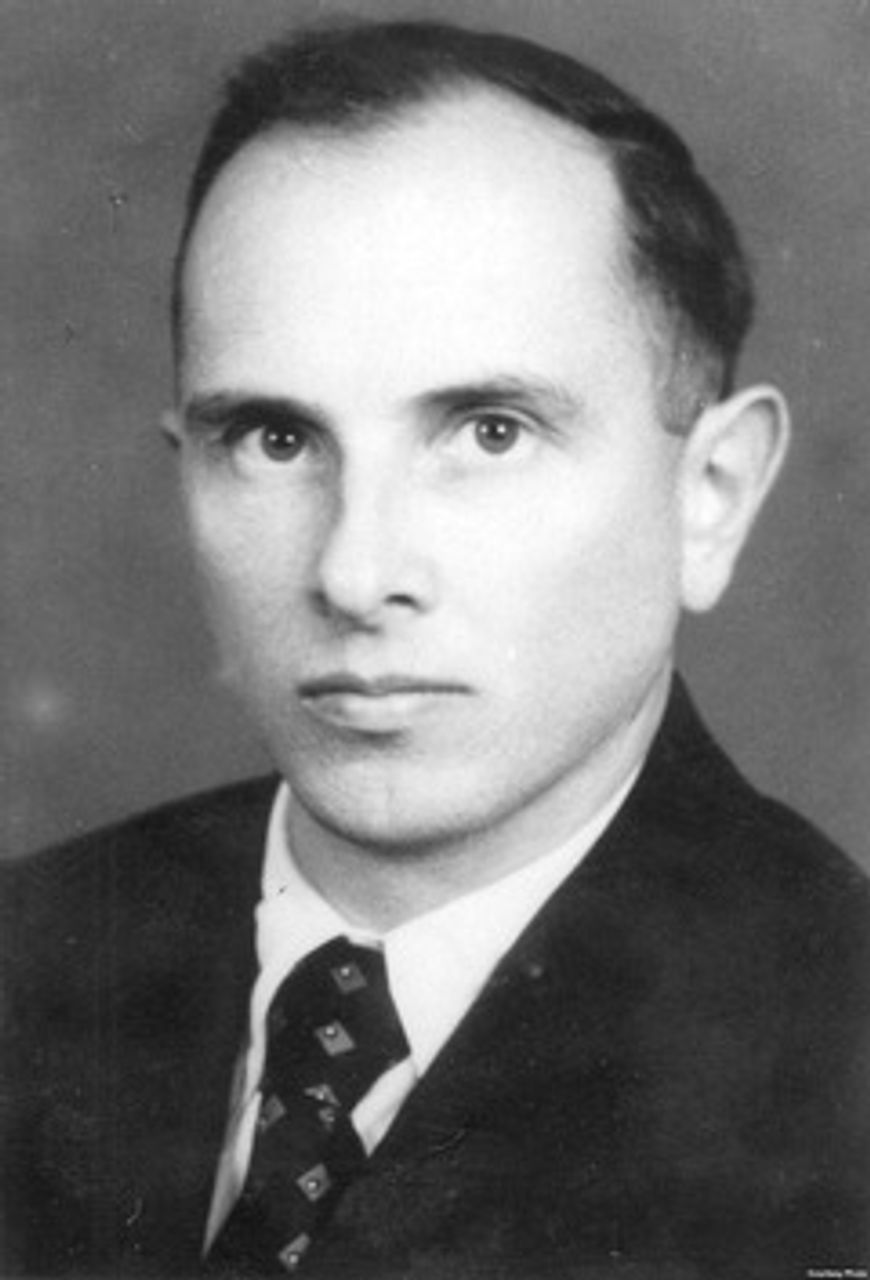
Stepan Bandera

Ještě před vypuknutím druhé světové války se konala v Berlíně tajná schůzka vůdců ukrajinské emigrace s vedoucími představiteli Německa. Jejím výsledkem bylo mimo jiné zřizování speciálních táborů pro vojenský výcvik členů OUN, který byl srovnatelný s výcvikem Waffen-SS. Koncem srpna roku 1939 byla většina z nich utajeně přepravena do severních oblastí Slovenska, odkud začali provádět záškodnickou a teroristickou činnost na polském území. Po ukončení války s Polskem byly tyto jednotky staženy. V zahraničním vedení OUN se mezitím začaly prohlubovat ideologické spory mezi jednotlivými frakcemi – „liberálně umírněnými veterány“ a „radikálními extrémisty“. Představitelé těchto radikálů, mezi něž patřil Stepan Bandera, Roman Šuchevyč, Jaroslav Stecko a další, požadovali nekompromisní boj a partyzánskou válku za samostatnost Ukrajiny. V srpnu 1939 se konal v Římě sněm OUN, v němž získali převahu stoupenci Andrije Melnyka, který byl opětovně zvolen jejich předsedou. V únoru roku 1940 uspořádali radikálové vlastní sněm, který neuznal závěry římského sněmu a rozhodl o vytvoření revolučního výboru OUN, do jehož čela byl zvolen Stepan Bandera. Toto znamenalo rozkol, kdy vedle sebe současně stály melnykovská (OUN-M) a banderovská (OUN-B) OUN. Zatímco melnykovci počítali s podporou Německa, banderovci prosazovali myšlenku vytvoření ukrajinské nezávislosti vlastními silami. Obě skupiny však zastávaly názor, že případný vojenský střet Německa se SSSR může v konečném důsledku vést k vytvoření nezávislé Ukrajiny.
Po přepadení Sovětského svazu nacistickým Německem došlo k ozbrojeným střetnutím mezi Rudou armádou a jednotkami OUN. Po obsazení Lvova vyhlásili představitelé OUN samostatnou Ukrajinu, od čehož se později Melnyk distancoval. V městě došlo k „očistě“, při níž bylo zavražděno přes 8000 místních obyvatel: Rusů, Poláků, Židů a ukrajinských komunistů včetně žen a dětí, přičemž v teroru a genocidě se pokračovalo i na jiných místech. Násilí bylo uplatňováno i vůči volyňským Čechům, kteří byli na Ukrajině jednou z národnostních menšin. Vyhlášení samostatnosti se však nelíbilo Adolfu Hitlerovi, který dal příkaz k zajetí ukrajinské vlády, přičemž někteří její členové byli zastřeleni, jiní (vč. Stepana Bandery) byli internováni do koncentračního tábora Sachsenhausen. Vojenské uskupení OUN, tzv. ukrajinský legion (vzniklý z praporů Roland a Nachtigall) byl rozpuštěn a někteří jeho členové se stali vykonavateli německé okupační moci v SSSR, resp. na Ukrajině. Hitler nejprve odmítal vytvoření ukrajinských vojenských jednotek, ale po prohrané bitvě u Stalingradu svůj postoj přehodnotil a dal souhlas k vytvoření jednotek Waffen-SS z ukrajinských dobrovolníků. V této době však bylo představitelům OUN jasné, že Německo jim s vytvořením samostatného ukrajinského státu nepomůže, a tak se začali spoléhat sami na sebe. Již na přelomu let 1942 a 1943 byly reorganizovány jednotky, které se přeměnily v Ukrajinskou povstaleckou armádu (UPA), také označovanou jako banderovci.

### Masakr Poláků a Volyňských Čechů

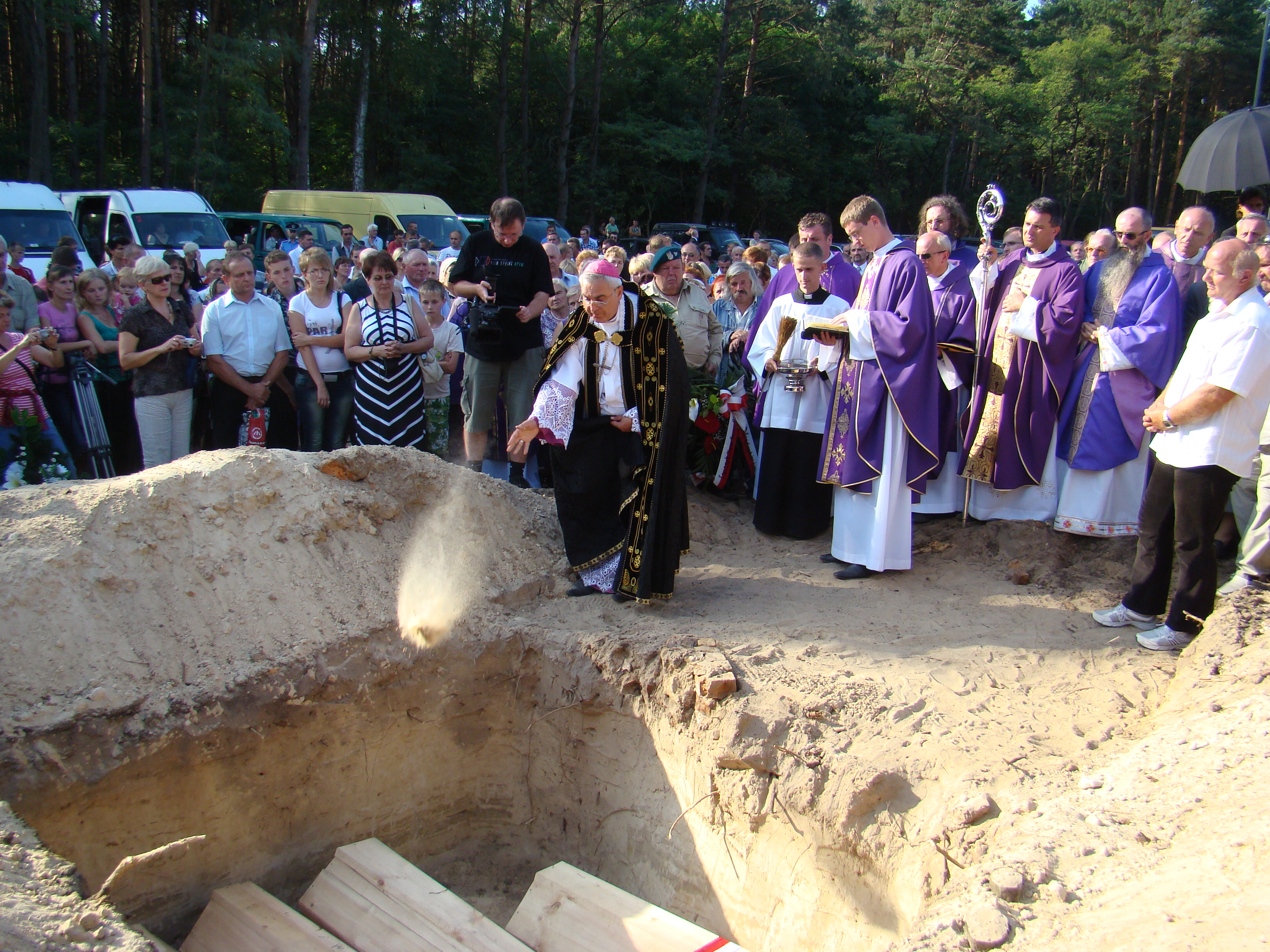
Katolický pohřeb exhumovaných obětí masakru ve volyňské vesnici Ostrówki. 30. srpna 1943 zde UPA zavraždila 483 Poláků, včetně 246 dětí.

Když bylo v roce 1943 téměř jasné, že Německo válku prohraje, změnili představitelé OUN svoji strategii a vyhlásili boj za osvobození Ukrajiny proti všem nepřátelům, mezi něž začalo patřit i Německo. 9. února jednotky UPA zahájily etnické čištění Volyně (severozápadní Ukrajina) bestiálním vyvražděním Poláky obydlené obce Parosl (oddíl Hrihorije Perehiniaka). Akce vyvraždění Poláků (a ostatních menšin) na Ukrajině nebyla sporadickou událostí – operaci naplánovalo a nařídilo vedení ukrajinské organizace OUN-B (Dmytro Klačkivský, Vasil Ivachiv, Ivan Lytvynčuk). Po masakru v Parosli následovaly další případy vyvražďování obcí obydlených Poláky (Lipniky, Janova Dolina, Ugly, Konstantinovka, Osty, Uberez, Staryki atd.). Kulminací vyvražďování byl červenec 1943. Operaci jednotky UPA zahájily 11. července 1943 („krvavá neděle“) a trvala do 16. července. Během operace bylo napadeno 530 polských vesnic, osad a statků a brutálně zavražděno kolem 17 000 polských civilistů. V srpnu 1943 vyvražďovací akce UPA pokračovaly - napadeno bylo 85 dalších vesnic. Po krátkém období klidu v prosinci téhož roku UPA zahájila další vlnu vyvražďování trvající do první čtvrtiny roku 1944, kdy UPA využila období stahování se německých vojsk před útočící Rudou armádou.
Na jaře 1944 UPA přesunula hlavní působiště do východní Haliče a pokračovala ve vyvražďování. Celkový počet polských civilistů (včetně žen, dětí a nemluvňat) povražděných UPA během války (oběti byly často před smrtí brutálně mučeny) se odhaduje na 80 000–130 000. Vedení polských partyzánů (AK) důrazně zakázalo svým jednotkám provést odvetné akce proti ukrajinským civilistům, některé oddíly, ve kterých sloužili blízcí zavražděných polských civilistů neuposlechly rozkazu a vypálily několik ukrajinských vesnic (np. Sahryn). Za oběť nekoordinovaným polským odvetným útokům padlo odhadem kolem 10–15 000 Ukrajinců (členů OUN-UPA i civilistů - bestialita zdokumentovaná u mnoha činů ukrajinské UPA zde nebyla odhalena ani prokázána). V letech 1943–45 rozpoutaly UPA partyzánskou válku jak proti jednotkám Rudé armády, tak proti Němcům. Nejznámější akcí jednotek UPA byl přepad kolony štábu velitele frontu Rudé armády generála armády Vatutina, při kterém byl tento významný velitel vážně zraněn a zakrátko zemřel. Hlavním článkem UPA byly kurině, tj. prapory, které byly rozděleny na 4–6 sotní, tj. rot. Velitelský kádr UPA byl složen ze zkušených velitelů, z nichž řada byla absolventy vojenských škol v Polsku i v SSSR. Uniformy vojáků byly různé, od stejnokrojů SS až po stejnokroje Rudé armády, ale všichni bez rozdílu nosili čepice s odznakem UPA, „trojzubcem“.
Koncem roku 1944 byl Stepan Bandera propuštěn z německého tříletého zajetí (koncentrační tábor) a neměl již na organizaci UPA z Německa silný vliv.

## Situace po druhé světové válce

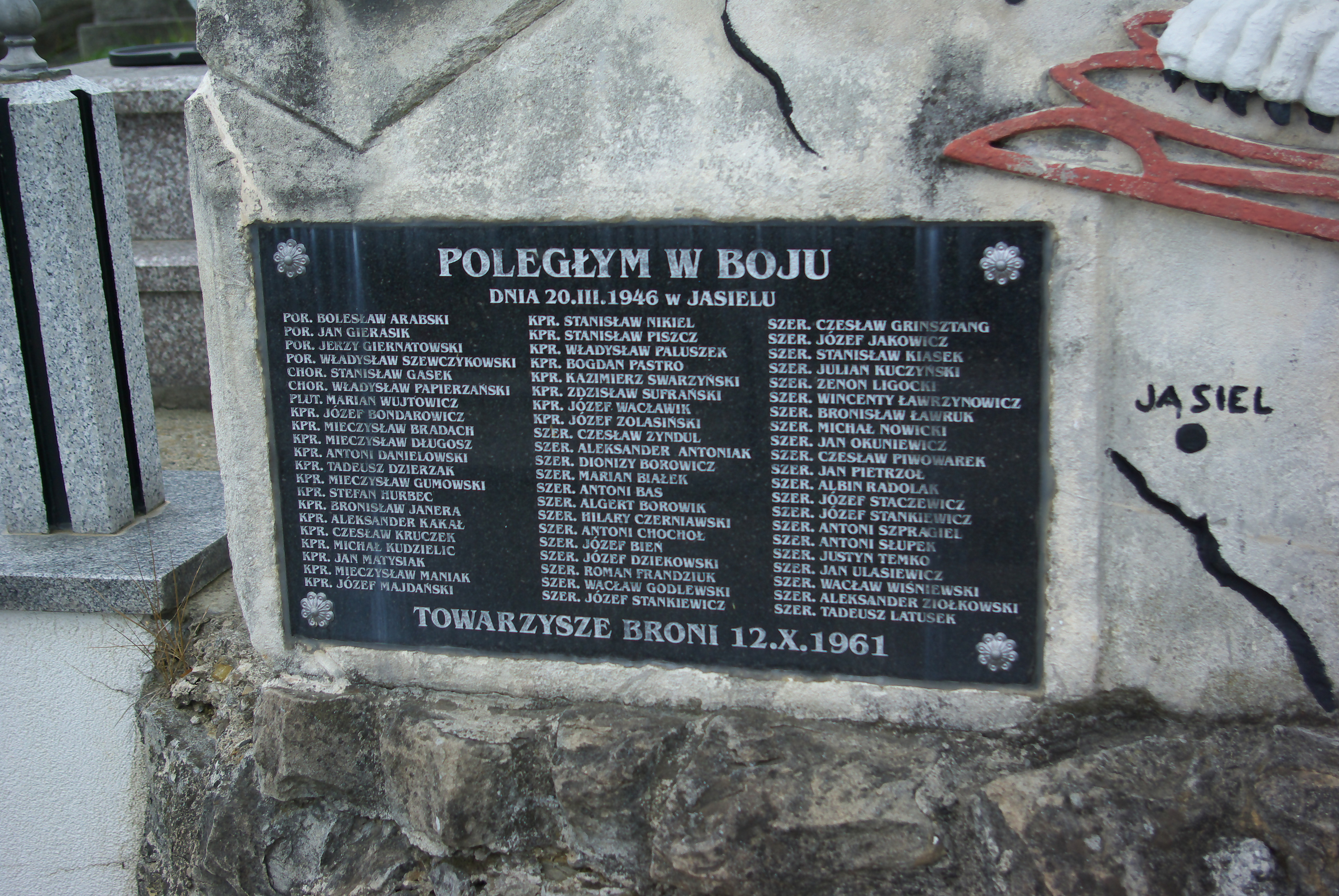
Pomník polským vojákům, kteří zahynuli 20. března 1946 u obce Jasiel v boji proti UPA

I po přejití fronty a po osvobození SSSR od německých okupantů ovládaly jednotky UPA hornaté a zalesněné oblasti Ukrajiny. Sovětská NKVD se snažila likvidovat osoby, které těmto oddílům pomáhaly, a to včetně představitelů řeckokatolické církve, u níž mělo OUN velkou podporu. OUN nadále řídil Stepan Bandera, který měl svůj štáb v americké okupační zóně v Německu a podle něhož byly jednotky UPA nazývány jako „banderovci“. Využíval toho, že se mezi zeměmi východního a západního bloku rozpoutala studená válka a že západní země podporovaly nezávislost Ukrajiny. Pod sílícím tlakem sovětských ozbrojených sil v letech 1945 až 1946 se většina jednotek UPA přemístila do jihovýchodních oblastí Polska, obývaných ukrajinskou menšinou, kde měli banderovci vybudovány silné pozice. Tam rozpoutali partyzánskou válku, při níž nejvíce trpělo civilní obyvatelstvo. V srpnu 1945 vyhlásila polská vláda amnestii pro ty, kteří se vzdají a přihlásí se orgánům státní moci, čehož využilo pouze 42 tisíc osob.
Počátkem roku 1947 započala reorganizovaná polská armáda operaci „Visla“, což byla vyčišťovací akce proti banderovcům, kteří dále bojovali a páchali teroristické činy i na civilním obyvatelstvu, vypalovali obce, vraždili a loupili. Podle oficiálních polských zdrojů padlo v letech 1944 až 1947 za oběť řádění banderovců více než 17 000 Poláků. Pod tímto tlakem se začaly některé jednotky UPA přesunovat na Slovensko, avšak další stále zůstávaly na polském území, přičemž představitelé OUN věřili tomu, že dojde ke třetí světové válce, při níž bude Ukrajina osvobozena od sovětské, resp. ruské nadvlády. Na Slovensku začali banderovci navazovat styky s protikomunisticky naladěným obyvatelstvem a začali hlásat svoji propagandu. Mimo jiné se snažili vyvolávat i obavy z české nadvlády nad Slovenskem, čímž si získávali svoje příznivce. Docházelo i k masakrům slovenských občanů, převážně Židů, komunistických funkcionářů a představitelů státní správy. To vše se dělo za souhlasu a podpory tamních představitelů řeckokatolické církve, která se též stala spojovacím článkem mezi oddíly UPA a jejím vedením na Západě. Střety československých bezpečnostních sil s banderovci probíhaly již prakticky od léta roku 1945, ovšem postupem doby neustále sílily. Situace došla tak daleko, že byly postupně paralyzovány jednotky SNB a Finanční stráže na východním Slovensku. Československá vláda byla nucena postupně přijímat opatření a na Slovensko byly vyslány vojenské jednotky, které jednotky UPA zatlačily zpět do Polska.

## Banderovci v Československu
Počátkem dubna 1946 se situace na východoslovenské hranici dramatizovala, když na Slovensko pronikly velké jednotky UPA. Banderovci začali opět provádět rozsáhlou agitační činnost, přičemž apelovali na občany, aby se postavili komunistickému nebezpečí a vyzývali k odboji bývalé Tisovy a Hlinkovy oddíly. Tento jejich vpád ukázal nepřipravenost československých silových jednotek. Banderovci dokonce obsadili 33 obcí, které se dostaly do jejich moci. Proto koncem dubna bylo na severovýchodní hranici Slovenska soustředěno velké množství vojenských jednotek, které tam začaly budovat komplexní obranný systém. Toto posílení mělo za následek zlepšení bezpečností situace, a tak se na Slovensku zdržovaly jen menší banderovské jednotky. Od podzimních měsíců 1946 docházelo k snižování počtu nasazených jednotek o polovinu původního stavu. V roce 1947 došlo k zhoršení mezinárodní situace a představitelé OUN ještě stále předpokládali, že vypukne vojenský konflikt, přičemž UPA bude mít jako svůj úkol útok na polskou armádu.
Počátkem dubna 1947 zesílily banderovské oddíly tlak na slovenskou hranici a v červnu došlo k průniku tří velkých banderovských jednotek Burlaka, Hromenka a Brodyče do Československa. V té době však vyvrcholila v Polsku operace Visla a snahou velitelů UPA byl přesun jejich jednotek do okupačních zón USA v Německu a Rakousku přes československé území. Banderovci předpokládali, že na Slovensku jim nebude kladen žádný odpor, že se jim podaří úhybnými manévry vyhnout přímým bojovým střetům s československými bezpečnostními silami, přičemž počítali i s podporou slovenského obyvatelstva a některých slovenských protikomunisticky orientovaných vojenských důstojníků. Přestože byla přijata úsporná opatření, dotýkající se armády, a zemi postihlo katastrofální sucho, Československá vláda zformovala z příslušníků pohraničních útvarů SNB samostatný Pohraniční pluk SNB „Slovensko“, který zasáhl do bojů proti banderovcům. Příslušníci UPA postupovali na západ a mnohdy dokázali za den překonat i 40 km v horském a zalesněném terénu. Při četných střetech s československými bezpečnostními složkami používali osvědčeného a v praxi vyzkoušeného způsobu pronikání vpřed, který spočíval v soustředěné palbě jedním směrem a proražení obrany bez ohledu na ztráty. Akce čs. bezpečnostních složek neutuchaly a velké banderovské bandy se jim dařilo postupně rozbíjet, i když mnohde i za cenu lidských obětí. Nejvyšší ztráty v bojích s Banderovci utrpěla Československá armáda v bitvě u Partizánské Ľupči v Nízkých Tatrách dne 5. srpna 1947.
Dne 3. září 1947 se podařilo československým bezpečnostním složkám zajmout Burlaka, jeho milenku Ofélii a funkcionáře OUN Zenka. V dalším průběhu roku již banderovci táhli v malých skupinách, které se mohly účinněji vyhýbat čs. vojákům a příslušníkům SNB a Finanční stráže. Přitom začali pronikat i na Moravu a do jihovýchodních Čech, odkud chtěli pokračovat do Rakouska a západního Německa. Jejich přechody byly zaznamenány ještě do poloviny roku 1948, ale už se jednalo o ojedinělé akce. Několika menším skupinám a jednotlivcům se podařilo dostat v letech 1947–1948 do okupační zóny USA. Někteří banderovští prominenti získali za pomoci řeckokatolických kněží falešné[zdroj?] křestní či oddací listy, kterými získali novou totožnost. Mnoho banderovců splynulo s přesídlenci, kteří se v poválečných letech usazovali v českém pohraničí[zdroj?]. V tomto období se již OUN dostala do bezvýznamné úlohy a de facto zanikla.
V boji s Banderovci[zdroj?] zahynulo 49 československých vojáků a příslušníků bezpečnostních složek.

## Osud prominentů OUN
Burlakovi, kterého zadržely československé bezpečnostní orgány, se podařilo uprchnout z vězení v Košicích, byl ale dopaden a předán polským orgánům, v Polsku byl odsouzen k trestu smrti a roku 1949 popraven. Hlavní velitel UPA generál Roman Šuchevyč zvaný Taras Čuprynka byl v březnu 1950 obklíčen oddílem NKVD a v přestřelce zahynul. Po něm velel UPA v letech 1950 - 54 Vasyl Kuk (Lemiš). Hromenko – vlastním jménem Michal Duda se probil do americké okupační zóny v Rakousku. Stepan Bandera byl 15. října 1959 zavražděn v Mnichově agentem KGB.

## Kontroverze – hodnocení

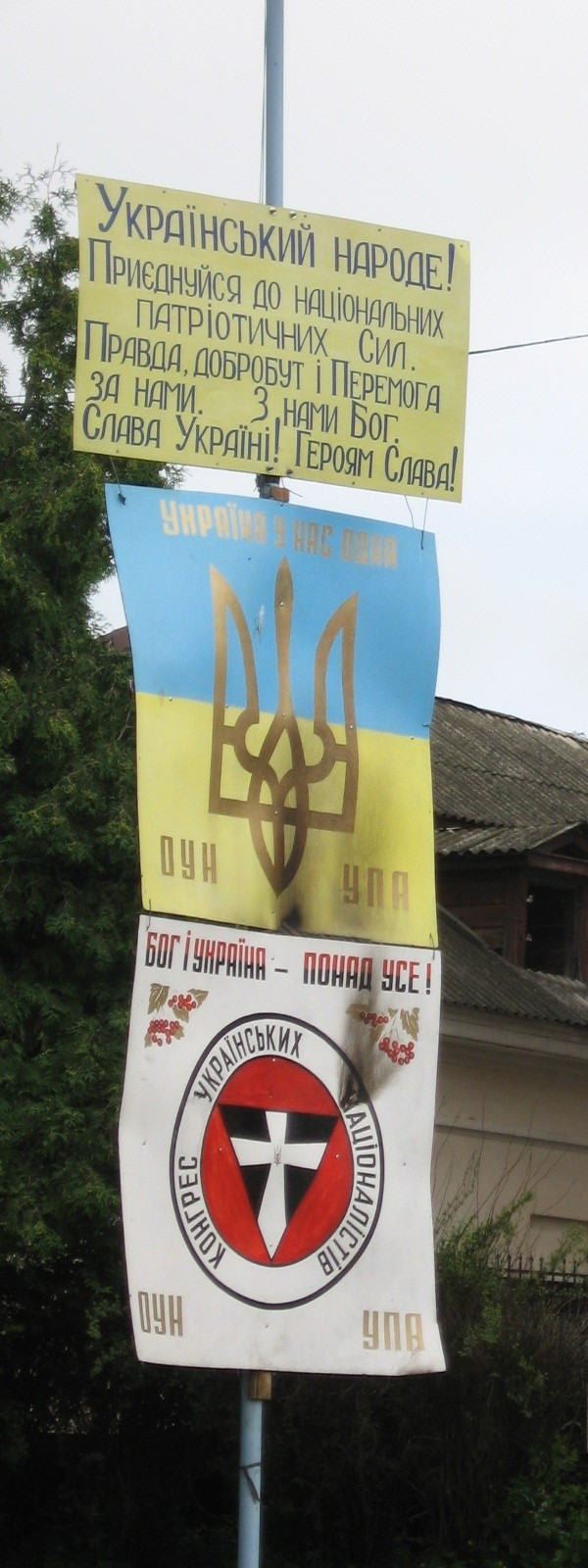
„Bůh a Ukrajina nade vše.“ Plakáty OUN v západoukrajinském Počajivu, 2007

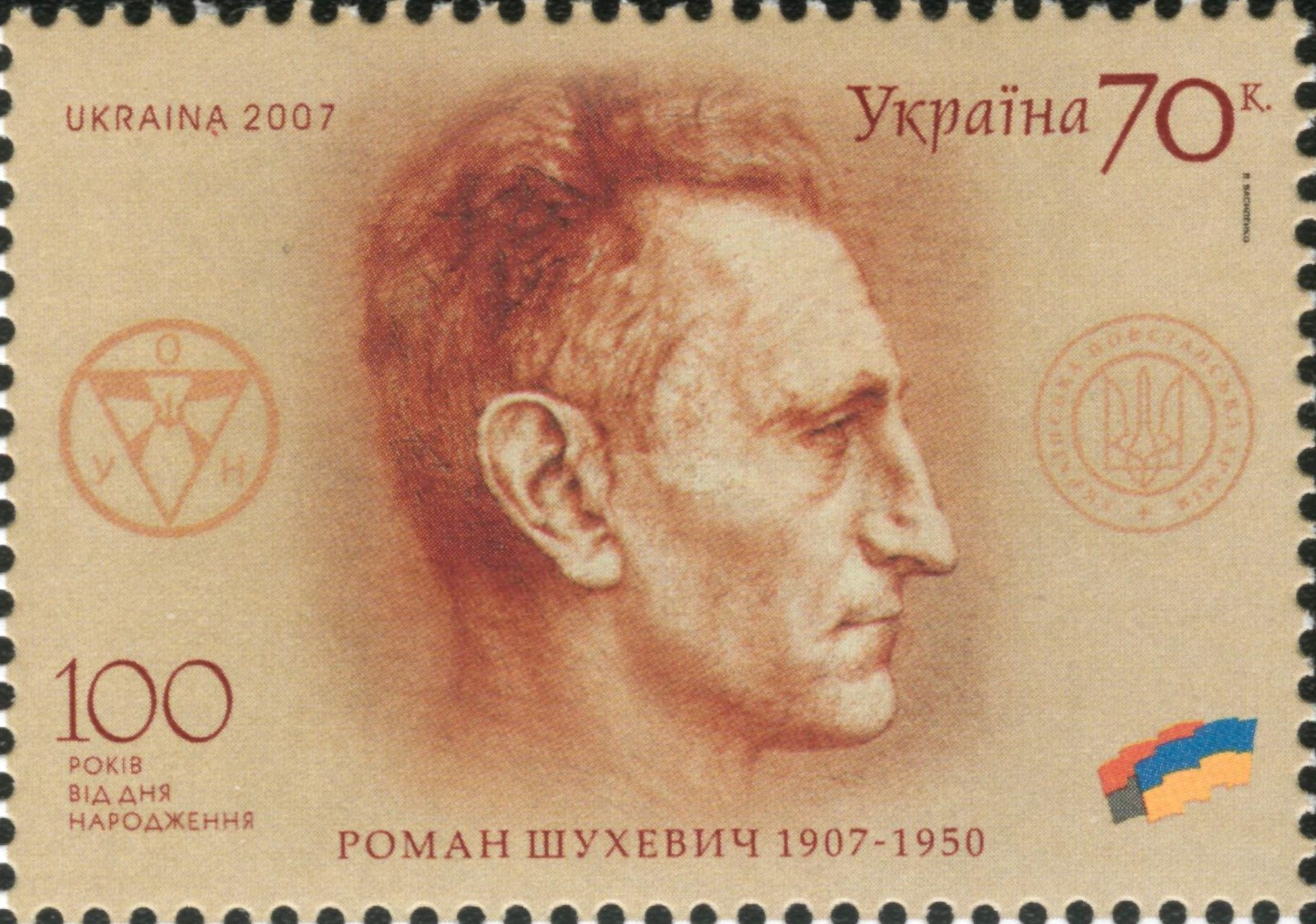
Ukrajinská známka s portrétem Romana Šuchevyče

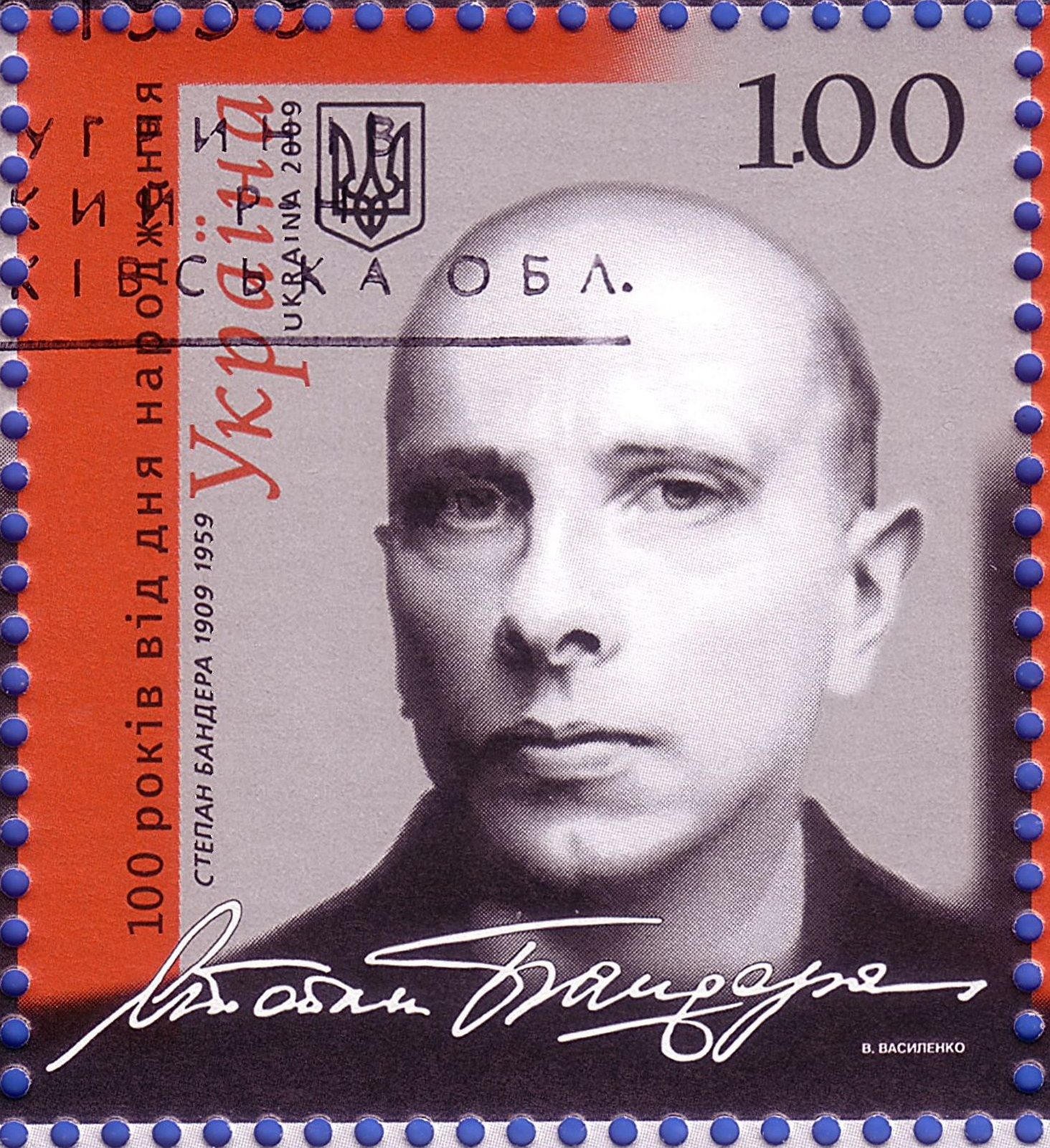
Stepan Bandera. Ukrajinská známka s jeho portrétem vydaná v roce 2009.

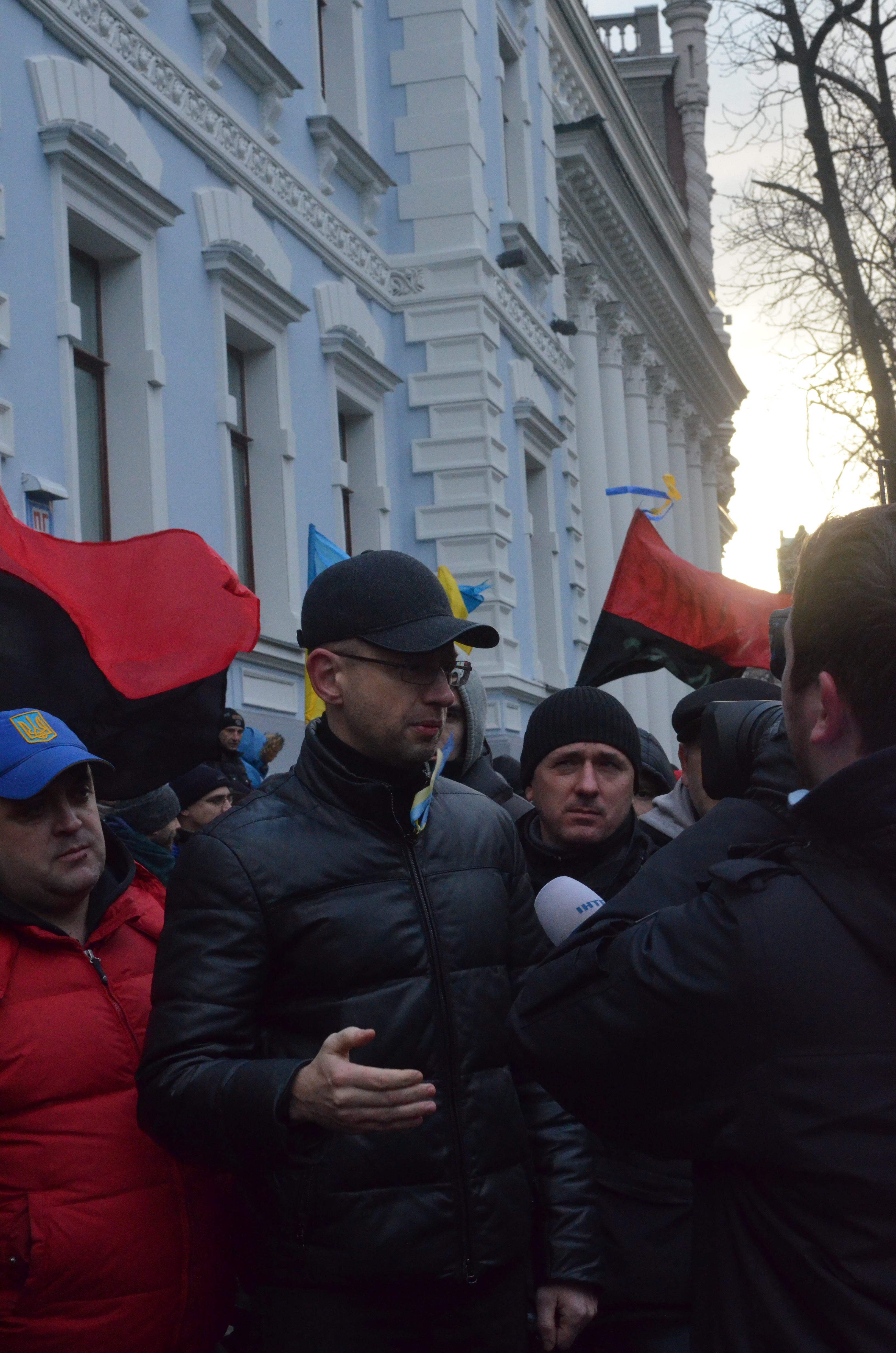
Arsenij Jaceňuk blokuje sídlo ukrajinské vlády během Euromajdanu, 2013. V pozadí vlajky UPA.

V období reálného socialismu bylo působení OUN a banderovských jednotek odsuzováno a jednostranně interpretováno. Po roce 1989 se místy začaly objevovat opačné sklony ukrajinské nacionalisty nekriticky glorifikovat. Jejich činnost je na jedné straně třeba vidět v historických souvislostech a mít na zřeteli jejich snahy o získání samostatnosti a v rámci toho boj proti sovětské okupaci[zdroj?], na straně druhé nelze hledět nekriticky na masakry civilních obyvatel, násilí a terorismus. Rozdílný je i výklad zásahu československých bezpečnostních sil, který byl před rokem 1989 bez výhrady schvalován, ovšem po listopadu 1989 je nahlížen mnohdy kriticky jako akce svými rozměry nepřiměřená a spjatá s mocenskými záměry komunistické strany.
V roce 2014 ukrajinský prezident Petro Porošenko označil bojovníky UPA za „příklad hrdinství a vlastenectví na Ukrajině“. V dubnu 2015 ukrajinský parlament schválil zákon, který udělil příslušníkům OUN a UPA status bojovníků za svobodu Ukrajiny.
V lednu 2015 český prezident Miloš Zeman zkritizoval vůdce OUN a UPA Stepana Banderu a Romana Šuchevyče a prohlásil, že nemůže „blahopřát Ukrajině k takovým národním hrdinům.” Na Zemanovu kritiku reagovala skupina českých ukrajinistů a historiků, včetně historika Davida Svobody z Ústavu pro studium totalitních režimů, ukrajinistky a analytičky think-tanku Evropské hodnoty Lenky Víchové nebo politického geografa Michaela Romancova, kteří v otevřeném dopise Zemanova slova odmítli. Samotné ocenění Stepana Bandery bylo tvrdě kritizováno Ruskem, jehož tisková agentura ITAR-TASS prohlásila, že „ozbrojenci z UPA mají na svědomí množství zločinů, mezi nimi vyvraždění víc než 100 000 Poláků, Čechů a Židů v západní Volyni“. Udělení titulu odsoudili a označili za provokaci také představitelé slovenských protifašistických a odbojových organizací a Sdružením vězňů nacistických koncentračních táborů. Ocenění bylo odsouzeno i Centrem Simona Wiesenthala a Studentskou unií francouzských Židů. Dne 25. února 2010 také Evropský parlament kritizoval rozhodnutí tehdejšího ukrajinského prezidenta Viktora Juščenka ocenit titulem Hrdina Ukrajiny Banderu a vyjádřil naději, že by to mohlo být znovu přehodnoceno.

## Filmová zpracování
- Akce B, drama 1951, Československo, režie: Josef Mach
- Stíny horkého léta, drama 1977, Československo, režie: František Vláčil
- Atentát, historická drama 1995, Ukrajina, režisér: Oleś Jančuk
- The Undefeated, historická drama 2000, Ukrajina, režisér: Oleś Jančuk
- Železná setína, historická drama 2005, Ukrajina-Austrálie, režisér: Oleś Jančuk
- Banderivci, historický, 2008, Ukrajina, režisér: Ľubomyr Horbač
- Banderovci, dokumentární, 2010, Česko, režisér: Aleš Koudela.[19]
- Ukraiński rapsod, dokumentární, 2012, Polsko, režisér: Dariusz Marek Srzednicki
- Kryptonim Pożoga, dokumentární, 2013, Polsko, režisér: Wincenty Ronisz
- Było sobie miasteczko, dokumentární, 2009, Polsko, režisér: Tadeusz Arciuch, Maciej Wojciechowski
- Skrawek piekła na Podolu, dokumentární, 2008, Polsko, režisér: Jolanta Kessler-Chojecka
- Wołyń, drama 2016, Polsko, režie: Wojciech Smarzowski